# 落馬洲支線
落馬洲支線（英語：Lok Ma Chau Spur Line）是香港九廣東鐵（今港鐵東鐵綫）的支線，為香港第二條跨境客運鐵路，也是目前唯一連接新界西（元朗區）與新界東（北區）的鐵路。支線由原有的上水站開始向西北方向延伸，穿越塱原濕地、古洞及洲頭等地，最終連接新建的落馬洲站，全長約7.4公里。
因為支線的建成，東鐵綫北行共分為2個終點站，分別通往2個與中國大陸連接的關口－羅湖及落馬洲。
落馬洲支線由九廣鐵路公司興建，工程於2003年1月29日開始，並於2006年末竣工，落馬洲站於2007年8月15日下午4時左右正式啟用。首班列車於當日下午3時17分左右由尖東站開出；而首班從落馬洲站開出的南行列車亦於當日約下午4時15分開出。
因应2019冠狀病毒病疫情，香港特区政府宣布需要进一步暂停部分香港出入境管制站运作，故2020年2月4日至2023年1月7日期間落馬洲站暂時關閉。

## 計劃及工程
落馬洲支線原屬九廣鐵路公司的九廣西鐵（今港鐵屯馬綫）二期工程，將連接未來的北環綫，讓九廣西鐵在新界北區與九廣東鐵連接，而兩條鐵路均能通往兩個與中國大陸連接的關口（羅湖及落馬洲）。不過由於九廣西鐵實際客量比預期的為低，故九鐵公司決定改為先以長期有盈餘的九廣東鐵連接，待乘客的乘車模式定型後，再另行決定興建北環綫與否。支綫工程於2002年第四季開始，工程主要包括4大項目：隧道段、高架橋段、落馬洲站，以及上水站的改善工程。

### 上水站
工程包括上水站的車站大堂及月台的擴闊工程，以應付於上水站乘搭前往落馬洲站列車的乘客量。有關工程於2006年大致完成，大堂的新翼及連接往鄰近商場的行人天橋已於同年1月末開放與公眾使用。此外上水站外的路軌亦已重新編排，以便列車使用原有路軌前往羅湖站或使用支綫前往落馬洲站。

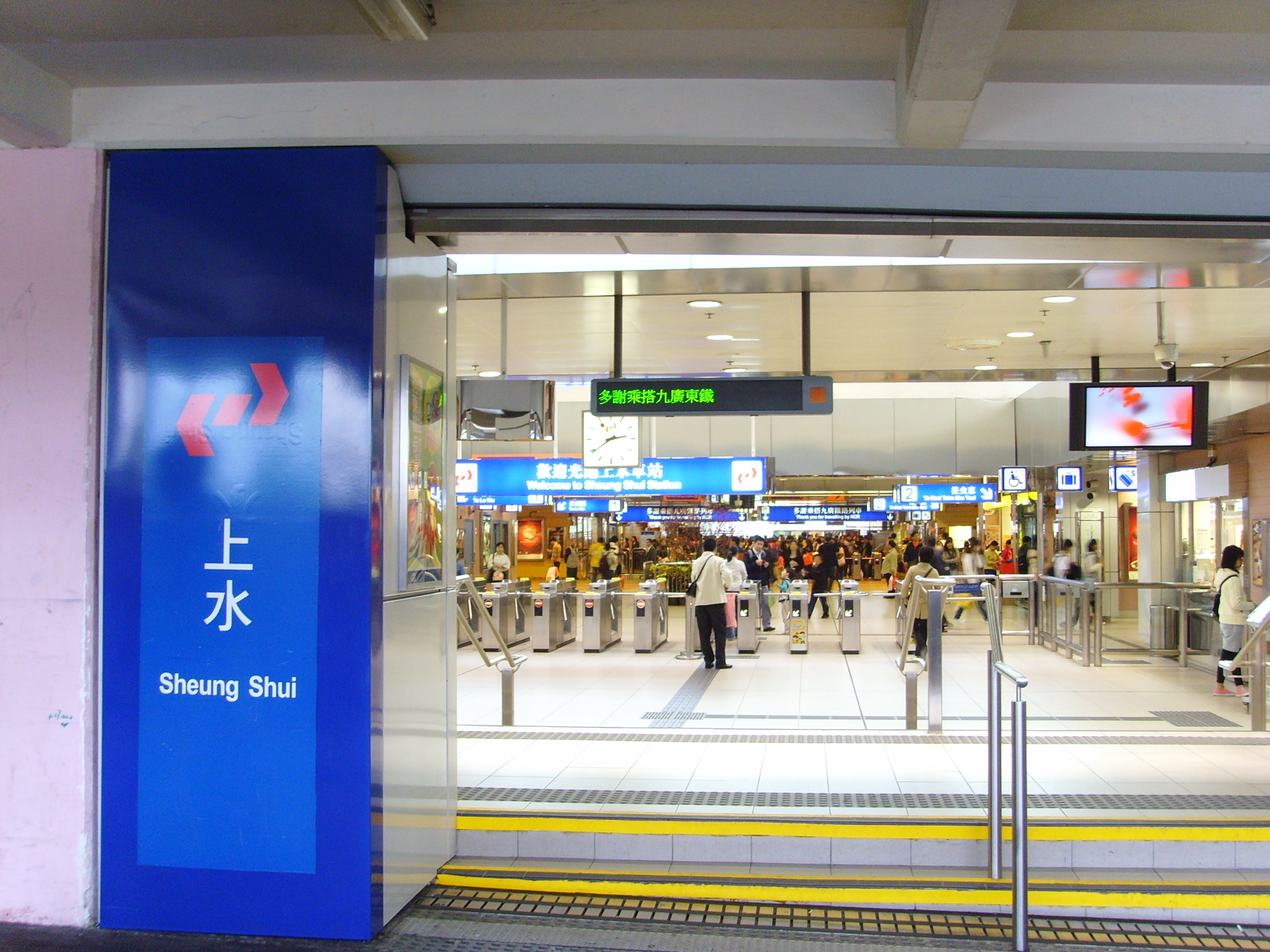
兩鐵合併前上水站南大堂新出入口
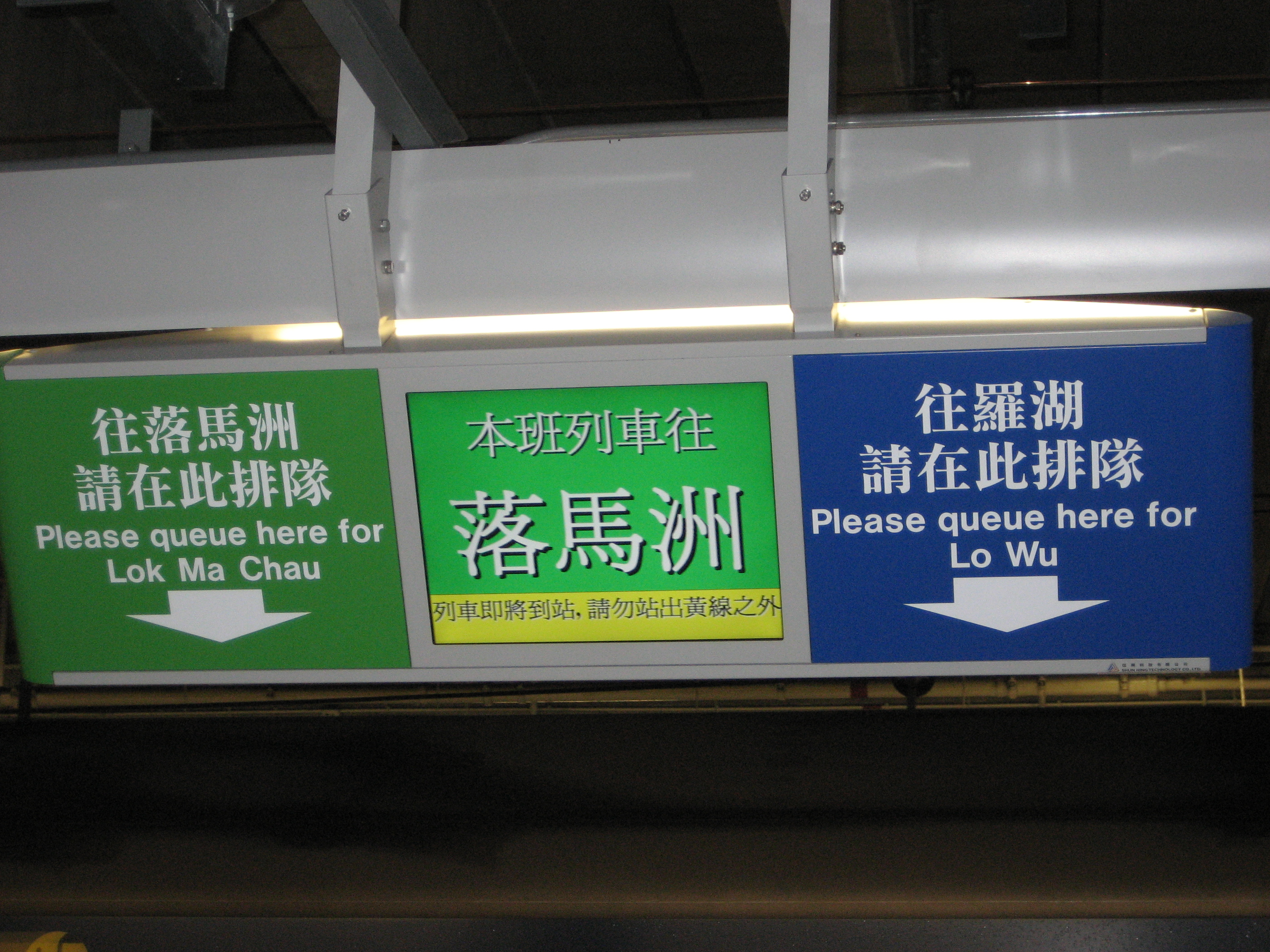
上水站月台頂部的排隊指示及到站列車的目的地指示

### 塱原濕地

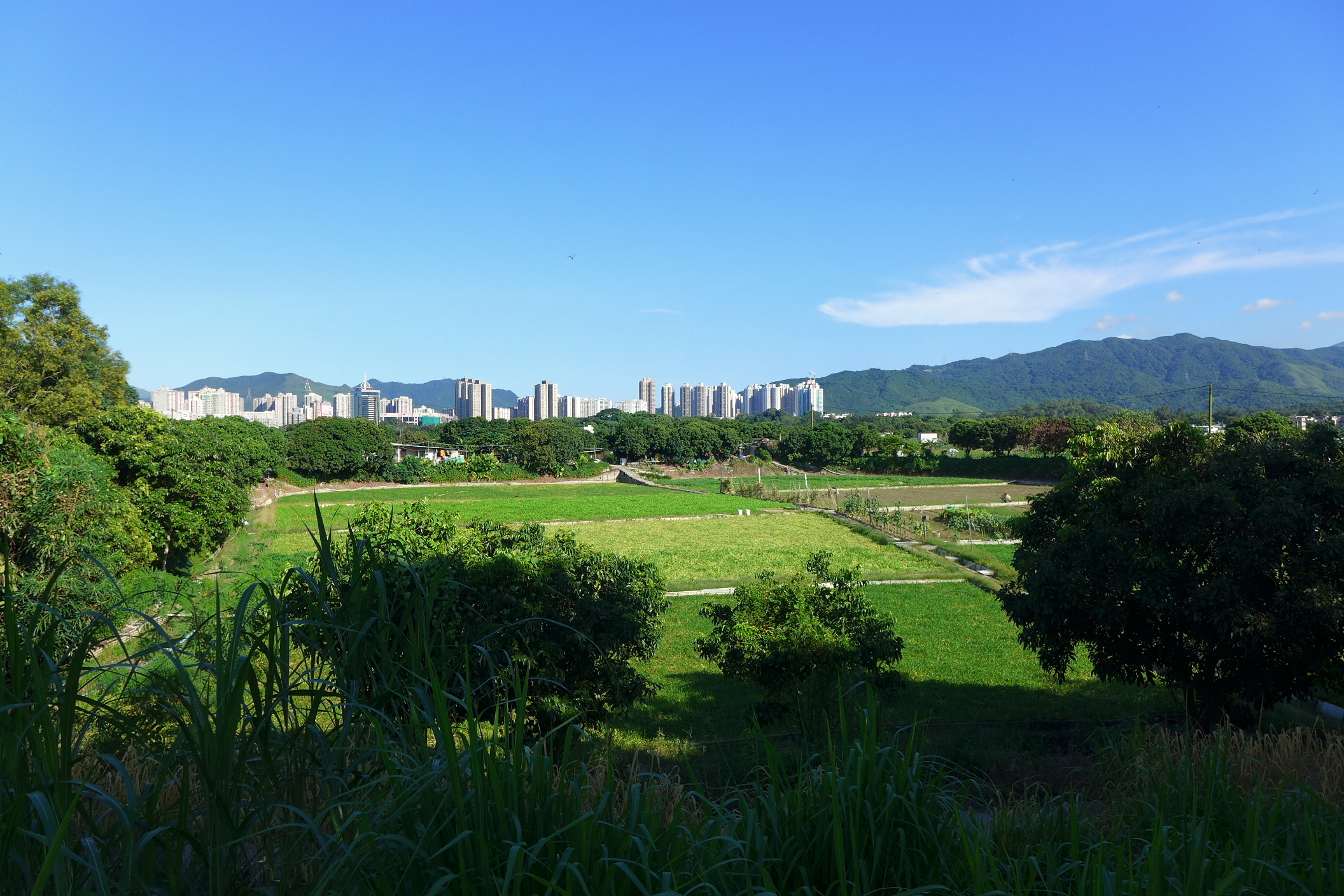
塱原濕地

列車駛離上水站後，會駛入穿過塱原濕地的地底隧道。這方案是經過一番激烈爭論後的結果。在計劃初期，九鐵原先建議以像九廣西鐵穿過八鄉等地的高架橋形式，穿越塱原濕地，但計劃遭到各環保團體反對，指興建高架橋時將會嚴重破壞塱原濕地的生境與地貌，讓香港的自然環境蒙受損失。即使九鐵公司承諾工程完工後會盡量回復原來面貌，但時任環保署署長羅樂秉並不認同，並且拒絕發出環境許可證。
而九鐵公司卻不服結果，並向環評上訴委員會上訴，但最終被駁回。最後九鐵公司採納香港科技大學教授方案，改以地底隧道（隧道鑽挖機，輔以凍土技術）形式穿過塱原濕地。雖然此方案有興建成本上升、回報率下降及完工日期押後等等缺點，卻仍獲大多數人所接受及支持，認為是平衡生態與基建需要的可持續發展方案。

### 古洞站

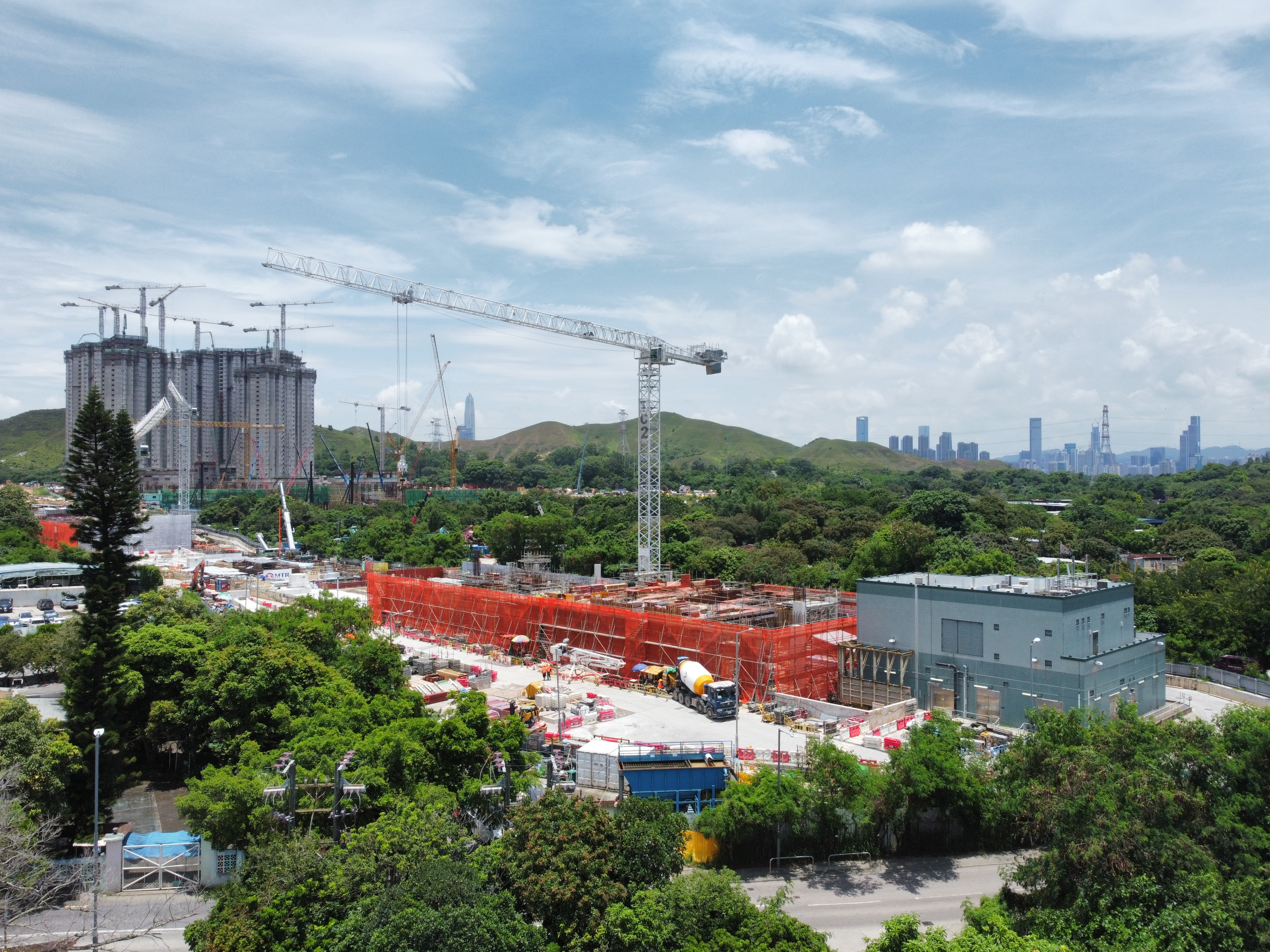
續建中的古洞站（2025年7月）

雖然支綫沿途暫時不設車站，不過當列車駛過塱原濕地後，已有預留的地底車站－古洞站。此站的建設，是因應香港特區政府於2003年公佈的研究，指出古洞北及粉嶺北共約689公頃的土地適合作新發展區。由於古洞有機會成為新市鎮，故九鐵公司在計劃及興建落馬洲支綫時預留位置給將來興建古洞站之用。目前，該預留車站正續建當中，預計2027年開通。
古洞站亦會成為北環綫的轉乘站，東鐵綫乘客可以轉乘北環綫前往新界西。

### 落馬洲站

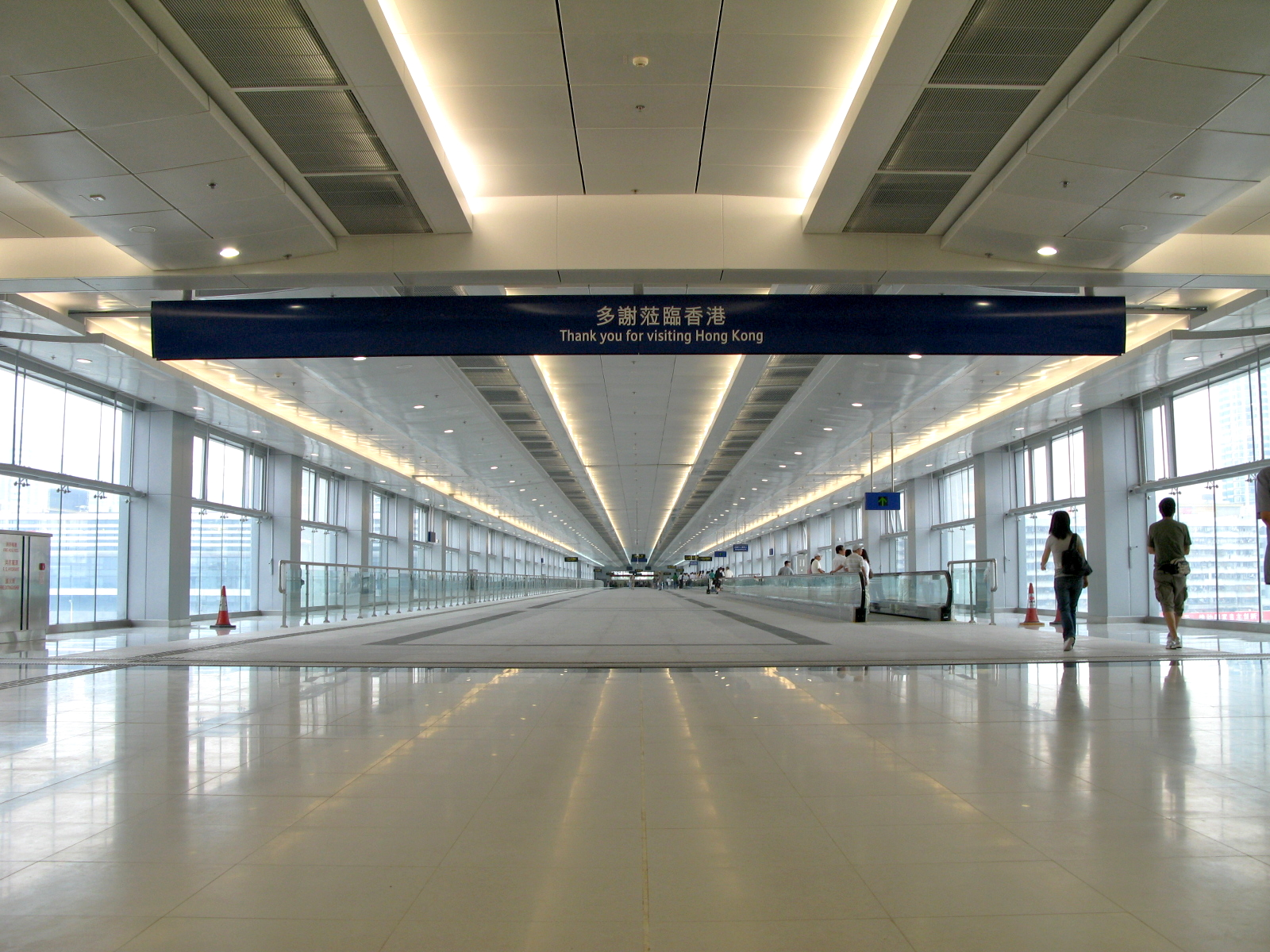
由落馬洲站前往深圳的行人天橋內部

落馬洲支綫的終點站－落馬洲站是一個樓高4層，佔地約9公頃的車站大樓。大堂內設有購物區、免稅店等方便乘客。由於車站大樓同時為香港入境事務處的出入境檢查之用，所以大樓內設有海關、出入境及其他重要的過境設施。乘客辦妥出境手續後，會經由一條橫跨深圳河的單臂斜拉式天橋步行至深圳的福田口岸聯檢大樓。乘客亦可於同時設於該聯檢大樓內的深圳地鐵福田口岸站，換乘深圳地鐵4號線、深圳地鐵10號線前往深圳市其他地方。

### 文天祥紀念公園
而有文氏原居民在工程期間認為落馬洲支線途經洲頭村及新田，造成「鐵蛇攔路」的風水格局，故該區村民亦要求該處建造一座約6米高的文天祥巨型雕塑來「擋煞」鐵路，而九廣鐵路最後撥出約380萬港元興建文天祥紀念公園，而公園已於2004年1月開放。

## 圖片集

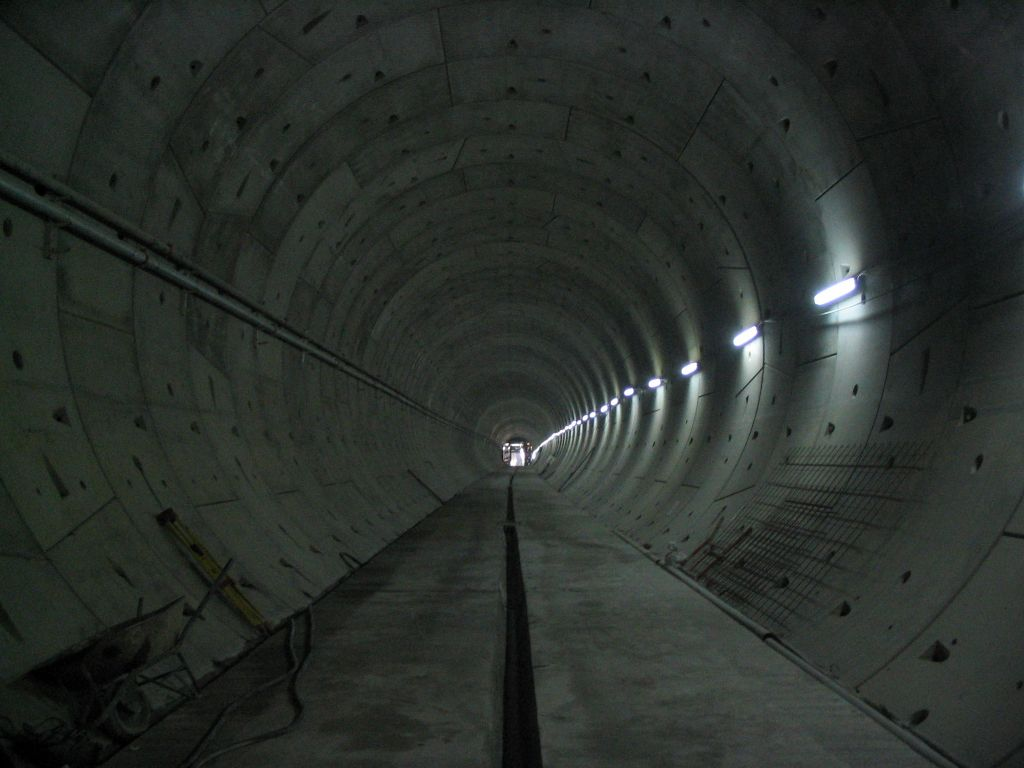
落馬洲支綫: 上水站至古洞站地底隧道
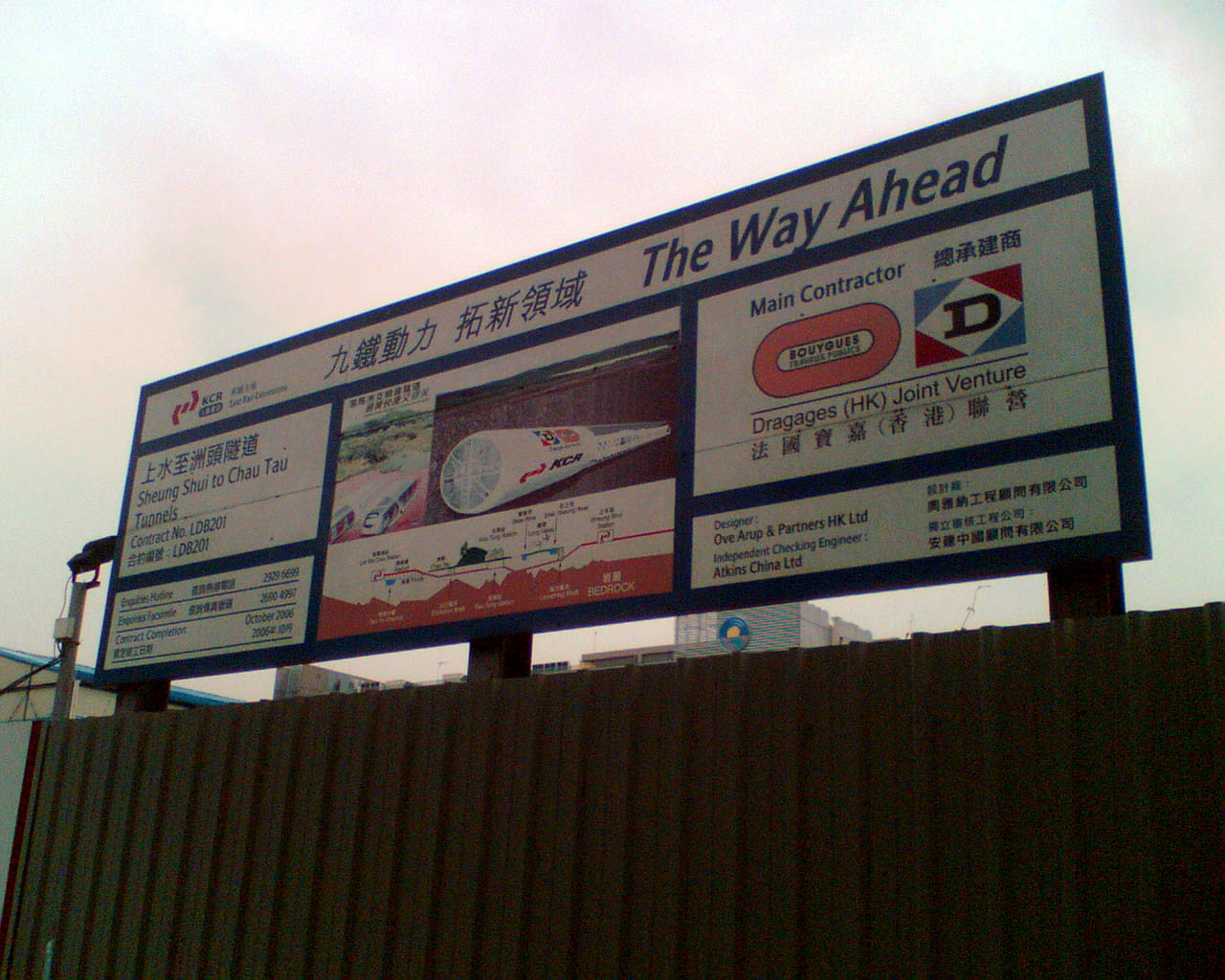
上水至洲頭隧道地盤
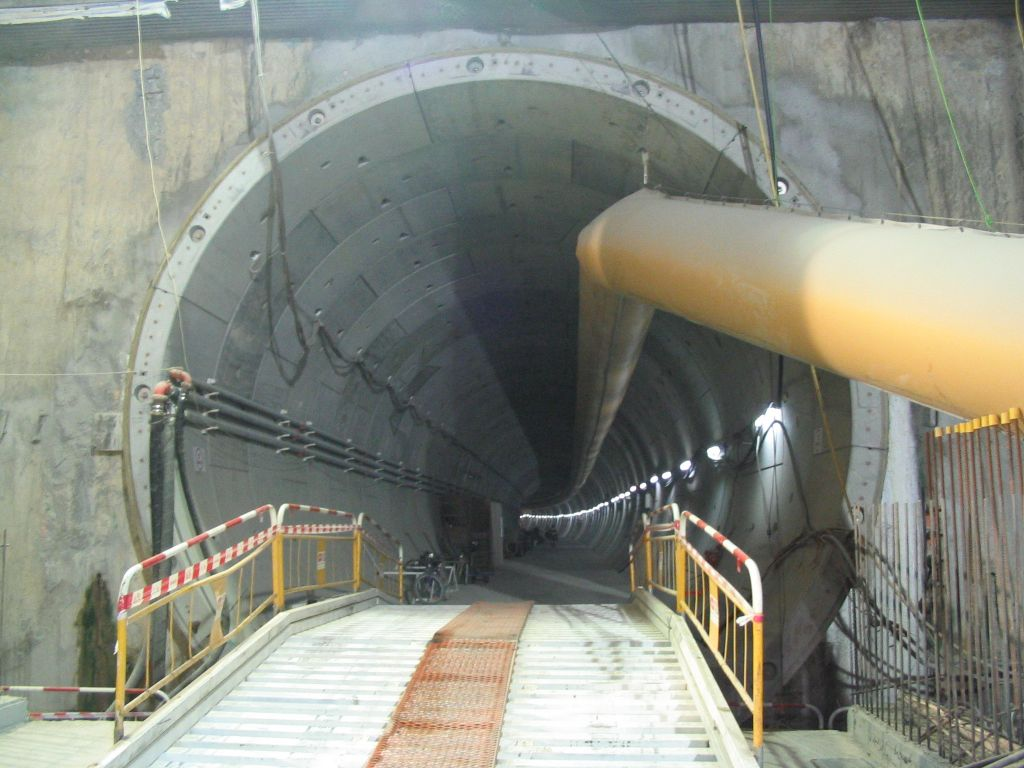
落馬洲支綫: 上水站至古洞站地底隧道，鑽掘工程入口。
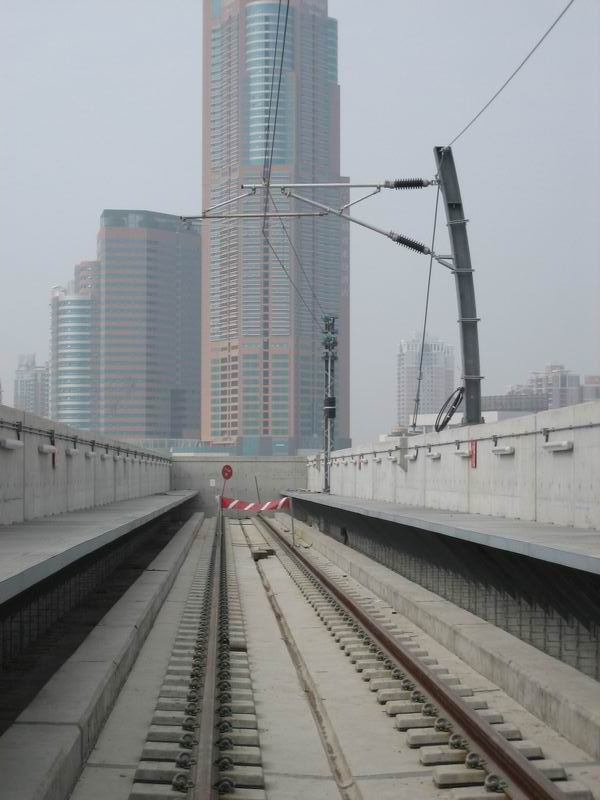
落馬洲支綫盡頭

## 車站列表
| 站名 | 站名         | 轉乘路綫   | 轉乘路綫                       | 所在行政區域 | 通車日期      |
| 落馬洲支綫 | 落馬洲支綫   | 落馬洲支綫 | 落馬洲支綫                     | 落馬洲支綫   | 落馬洲支綫    |
| --- | ------------ | ---------- | ------------------------------ | ------------ | ------------- |
| | 落馬洲 [LMC] | 福田口岸站 | █深圳地铁4号线 █深圳地铁10号线 | 北區         | 2007年8月15日 |
| 古洞 [KTU] | 古洞 [KTU]   | 北環綫     | 北環綫                         | 北區         | 預計2027年    |
| | 上水         | -          | -                              | 北區         | 1930年5月16日 |
| 附註 |              |            |                                |              |               |
| - KTU 古洞站將成為北環綫轉乘站，在九廣東鐵落馬洲支線興建時已預留車站結構。 - LMC 落馬洲站為邊境禁區車站，故乘客須持有效證件方可使用。 |              |            |                                |              |               |
| 论 编 |              |            |                                |              |               |